# Le Cri du hibou
Le Cri du hibou is een Franse dramafilm uit 1987 onder regie van Claude Chabrol. Het scenario is gebaseerd op de roman De roep van de uil (1962) van de Amerikaanse schrijfster Patricia Highsmith.

## Verhaal
De gescheiden Robert trekt naar Vichy. Daar raakt hij in de ban van Juliette. Haar verloofde wordt jaloers op Robert en valt hem aan. Wanneer de verloofde van Juliette wordt vermist, wordt Robert verdacht van moord.

## Rolverdeling
| Acteur             | Personage   |
| ------------------ | ----------- |
| Christophe Malavoy | Robert      |
| Mathilda May       | Juliette    |
| Jacques Penot      | Patrick     |
| Jean-Pierre Kalfon | Commissaris |
| Virginie Thévenet  | Véronique   |
| Patrice Kerbrat    | Marcello    |
| Jean-Claude Lecas  | Jacques     |
| Agnès Denèfle      | Suzie       |